# Bacchisa flavobasalis
Bacchisa flavobasalis är en skalbaggsart som beskrevs av Stefan von Breuning 1956. Bacchisa flavobasalis ingår i släktet Bacchisa och familjen långhorningar. Inga underarter finns listade.